# Mesida humilis
Mesida humilis là một loài nhện trong họ Tetragnathidae.
Loài này thuộc chi Mesida. Mesida humilis được miêu tả năm 1911 bởi Kulczynski.